# Litocladius confusus
Litocladius confusus är en tvåvingeart som beskrevs av Mendes och Andersen 2008. Litocladius confusus ingår i släktet Litocladius och familjen fjädermyggor. Inga underarter finns listade i Catalogue of Life.